# راما (هندوسية)

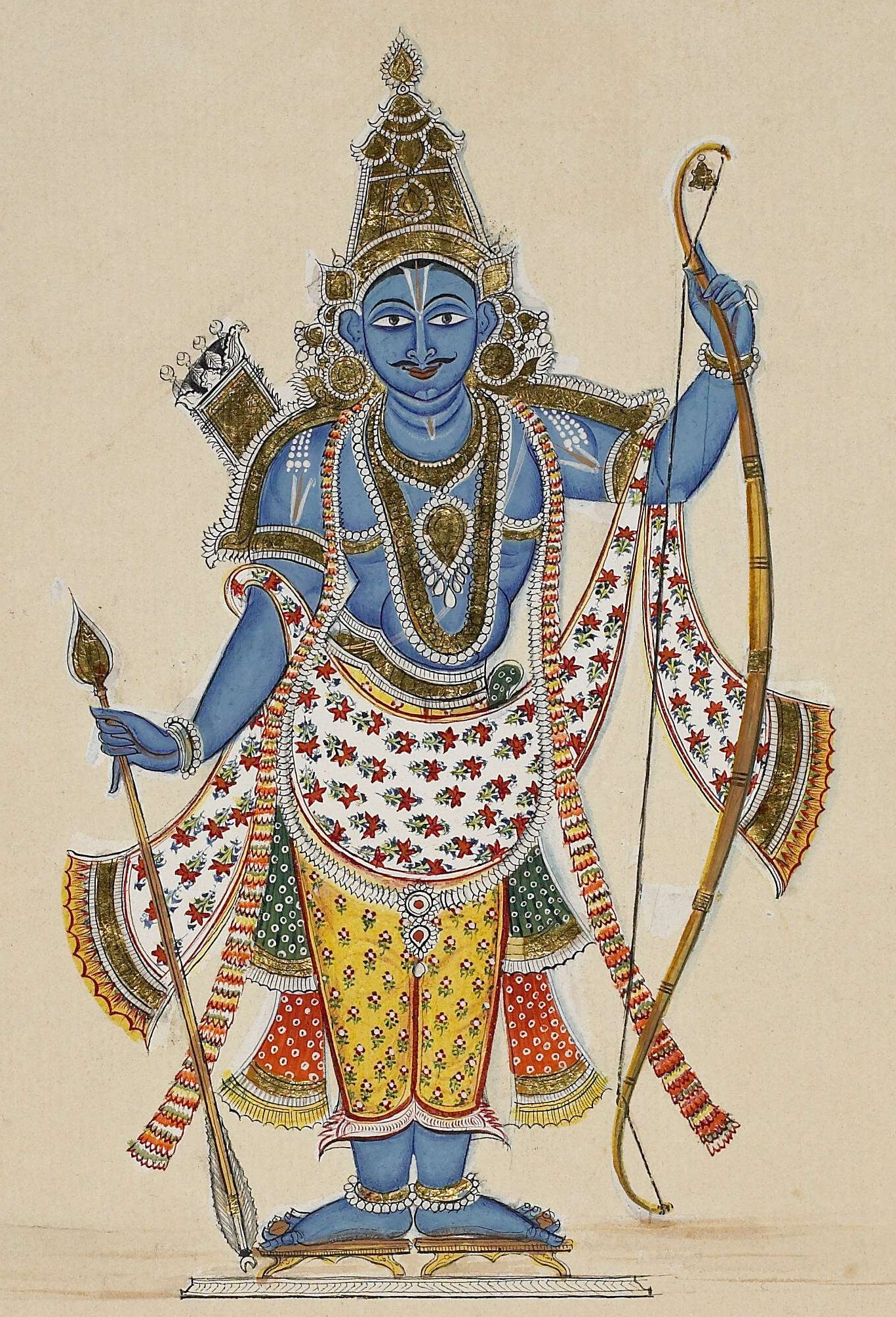
راما.

راما، المأخوذة من كلمة رام تعني في اللغة العربية طلب الشيء، فعبارة رام الفوز في المسابقة أي رغب أن يفوز في المسابقة. وفعل يرام أي جيد، فيقال: كل شيء على ما يرام أي كل شيء يسير بطريقة صحيحة. ويرجع ذلك إلى أن الاسم له معانٍ جميلة في اللغة العربية، مثل “الهدوء والسكينة والرزانة”. كما أن بعض المسلمين يعتقدون أن الاسم لا يرتبط بالمعنى الهندي، وذلك إذا كان الاسم من أصل عربي.
وقيل هو إله هندوسي وبطل شجاع وتنسب إليه الملحمة الهندية المشهورة، الرامايانا، وهو زوج سيتا وقد استطاع انقاذها بمساعدة الإله القرد هانومان من الشرير راون وله قصص كثيرة يقدسونها الهندوس ومازلت مشهورة حتى زمننا هذا في الهند.

## ملحمة رامايانا
رامايانا إحدى القصيدتين الملحميتين الشهيرتين في الهند. والأخرى هي المهابهاراتا. وبطل قصيدة رامايانا هو راما، ابن ملك ووريث عرش هندي. وُلد راما في مملكة أيوديا، التي كانت تعرف سابقًا باسم أود، وهي الآن جزء من ولاية أتربرادش.
تنافس راما في شبابه مع الخُطّاب الآخرين على الفوز بيد الأميرة سيتا، التي كانت تعيش في بلاط والدها الملك جاناكا. وبعد أن تمكّن من شدّ القوس العظيم للإله شيفا برهن على جدارته للزواج منها. وبعد الزواج رجع الزوجان إلى مملكة أيوديا، ولكن زوجة أبيه بدأت تُحيك ضده المؤامرات مما أدّى إلى نفيه. وقد رافقه في منفاه زوجته سيتا وأخوه غير الشقيق لاكشمانا حيث عاشوا جميعاً في الغابة.
وفي أحد الأيام أرسل رافانا ملك لانكا الخبيث (الآن سريلانكا)، غزالاً ذهبيًا إلى الغابة. فرحت سيتا لذلك وطلبت من راما أن يقبض لها على الغزال، وتبع الغزال إلى مسافة نائية، وحينما أخفق في الرجوع طلبت سيتا من لاكشمانا أن يذهب للبحث عنه. كان راما قبل رحيله قد طلب من لاكشمانا أن يحرس سيتا ولكن، وفي هذه المرة الوحيدة، عصى لاكشمانا أوامر راما لكي يرضي سيتا.
بعد ذهاب لاكشمانا أصبحت سيتا وحيدة، وظهر لها الملك رافانا سائلاً عن الطعام. وثقت سيتا فيه، لأنه كان يبدو رجلاً صالحا، ولكنه أمسك بها وحملها معه إلى بلاطه في لانكا.
وحينما عاد راما ولاكشمانا ولم يجدا سيتا، عزما على إنقاذها. وأثناء تحضيرهما لعملية الإنقاذ عقدا تحالفًا مع الملك القرد سوجريفا، حيث ساعد قائده هانومان راما في العثور على سيتا ومهاجمة لانكا. وقد قتل رافانا أثناء المعركة المحتدة، وأنقذت سيتا. رجع راما وسيتا ولاكشمانا وهانومان إلى أيوديا وهم في أشد حالات الفرح، وتوج راما ملكًا.
ويحكي جزء متأخر من قصيدة رامايانا، كيف أنّ بعض رعايا راما ساورتهم الشكوك في إخلاص سيتا. وبالرغم من ثبوت براءتها، إلا أن راما أبعدها إلى الغابة حيث عاشت تحت رعاية الناسك فالميكي، وفي صومعته رزقت بابنين توأمين. وحينما كبر الصبيان اكتشفهما راما في الغابة. وتمّ جمع شمل العائلة مرة أخرى، ولكن سيتا أُجبرت على أن تدعو الأرض لتشهد على طهرها وإخلاصها لراما، ولكن الأرض ابتلعتها وذهبت مباشرة إلى السماء.
كتب الشاعر فالميكي الصيغة الأولى القصيدة رامايانا، على أرجح الظنون، باللغة السّنسكريتيَّة في القرن الرابع قبل الميلاد. وتتكون القصيدة من 24,000 بيت، وأعيدت كتابتها باللغات الهندية الأخرى. وأكثر النسخ شهرة هي تلك التي كتبها الشاعر تولسي داس باللغة الهندية في أواخر القرن السادس عشر الميلادي.
تصوّر قصة رامايانا عددًا من المثل العليا للسلوك البشري. وقد كان راما يُمثل الملك المثالي؛ حيث كان يقدّم واجباته تجاه شعبه على مسؤولياته العائلية. وتمثل سيتا الزوجة المثالية حيث بقيت مخلصة لزوجها بالرغم من كل المخاطر التي صادفتها. ويمثل لاكشمانا الأخ المثالي؛ حيث كان يقف خلف أخيه الأكبر دون تردد ولو أدّى ذلك إلى حدوث خسائر جمة له. كذلك كان هانومان أخلص التابعين.
تُقدِّم الملحمة درسًا في أهمية الواجب والطاعة. فلو كان لاكشمانا أطاع راما، وبقي مع سيتا، لما أسرت. ولو كانت سيتا أطاعت لاكشمانا، وبقيت داخل مسكنها، لعاشت في أمان. والشر المتمثل في رافانا لا يمكن أن يكون له سلطان على أولئك المؤدين لواجباتهم المخلصين المطيعين. لقد حظيت قصة رامايانا باهتمام الهندوس على مرّ القرون. وكان للدروس الأخلاقية التي تشتمل عليها أثر عميق وباق. وتبقى قصة رامايانا واحدة من أكثر الحكايات التي تناولت الكمال الأخلاقي شعبية في الهندوسية.
صدر عدد من الترجمات وكثير من الأفلام ومسلسلات تلفازية عن هذه القصيدة الملحمية. وتشكّل كل من الرامايانا والمهابهاراتا أساس القصص التي تُحكَى من خلال الدراما الراقصة للكاثاكالي في جنوبي الهند.
يحظى أبطال هاتين الملحمتين بشهرة واسعة في جنوب شرقي آسيا، وبصفة خاصة في مسارح بالينيس وجافانيز ورقصاتها. ويجسّد النحت والرسومات الهندية بعض أحداث هاتين الملحمتين. وفي شمالي الهند يحتفل الناس بمهرجان رام ـ ليلاً؛ حيث تُحكى مغامرات راما على الملأ في القرى والمدن وسط ابتهاجات الشباب والشيوخ. قصة راما وسيتا الرومانسية، في الهند، دلالة على الانتصار الحتمي للخير على الشر، والنور على الظلام. ولهذا السبب فإن رجوع راما منتصراً إلى أيوديا يرتبط بالديوالي، وهو مهرجان الضوء السنوي. وبالرغم من أن الإله لاكشمي كانت أهم المقدسات المرتبطة بالحدث، فإن هذه الملحمة يُحتفى بها بطريقة لافتة للأنظار في منازل الهندوس ومعابدهم ومبانيهم العامة، حيث تُضاء هذه الأماكن بآلاف الأنوار.
خلال فترة حكم المسلمين في شمالي الهند بقيت الرامايانا موضوعًا شعبيًا محببًا في مجالات الفنون والآداب والدراما والموسيقى. وقد تُرجمت كل من الرامايانا والمهابهاراتا إلى اللغة الفارسية وامتلأ بلاط حكام المغول بتصاوير جميلة عنهما. ويصور راما عبر معظم أحداث الرامايانا ملكًا بشريًا. ولكن حسبما جاء في الإضافات الأخيرة للكتابين الأول والأخير، أصبح راما هو الإله فيشنو في صورة إنسان. ونتيجة لذلك فإن الهندوس الآن يعبدونه وملكته سيتا بوصفها إله. وقد عبدوا أيضاً هانومان .

## معرض صور

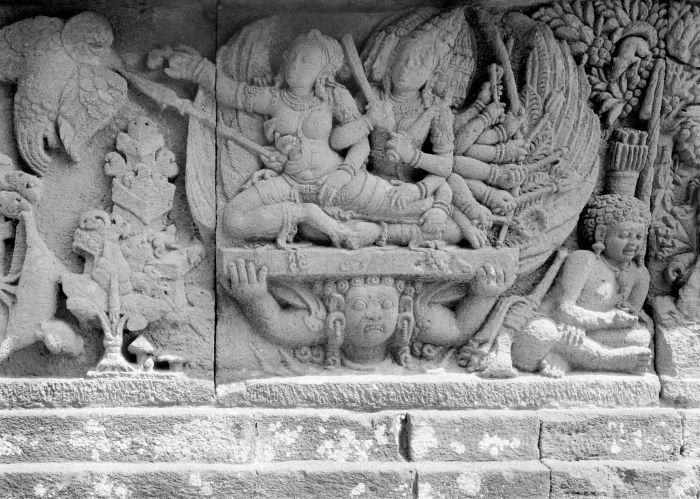
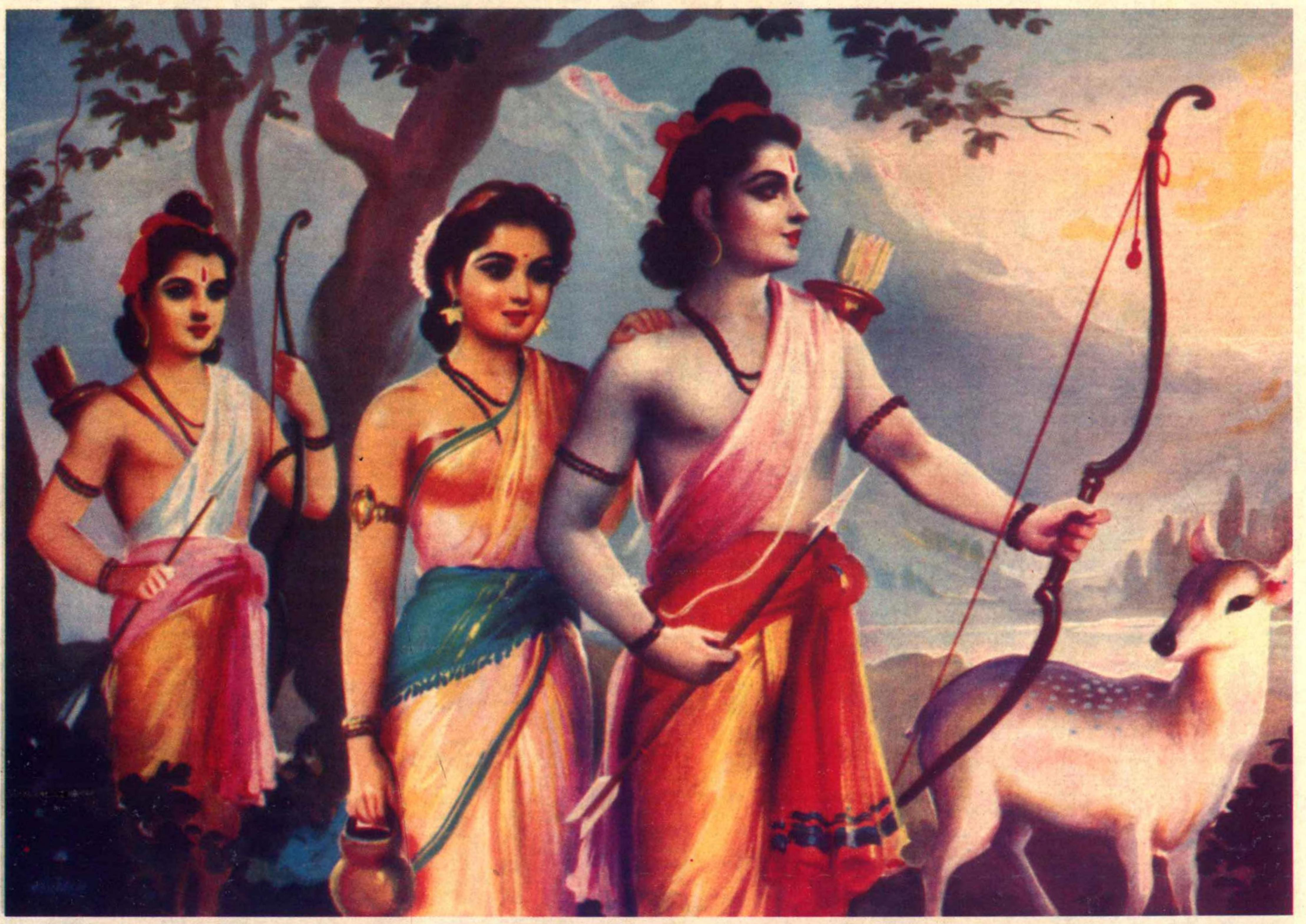
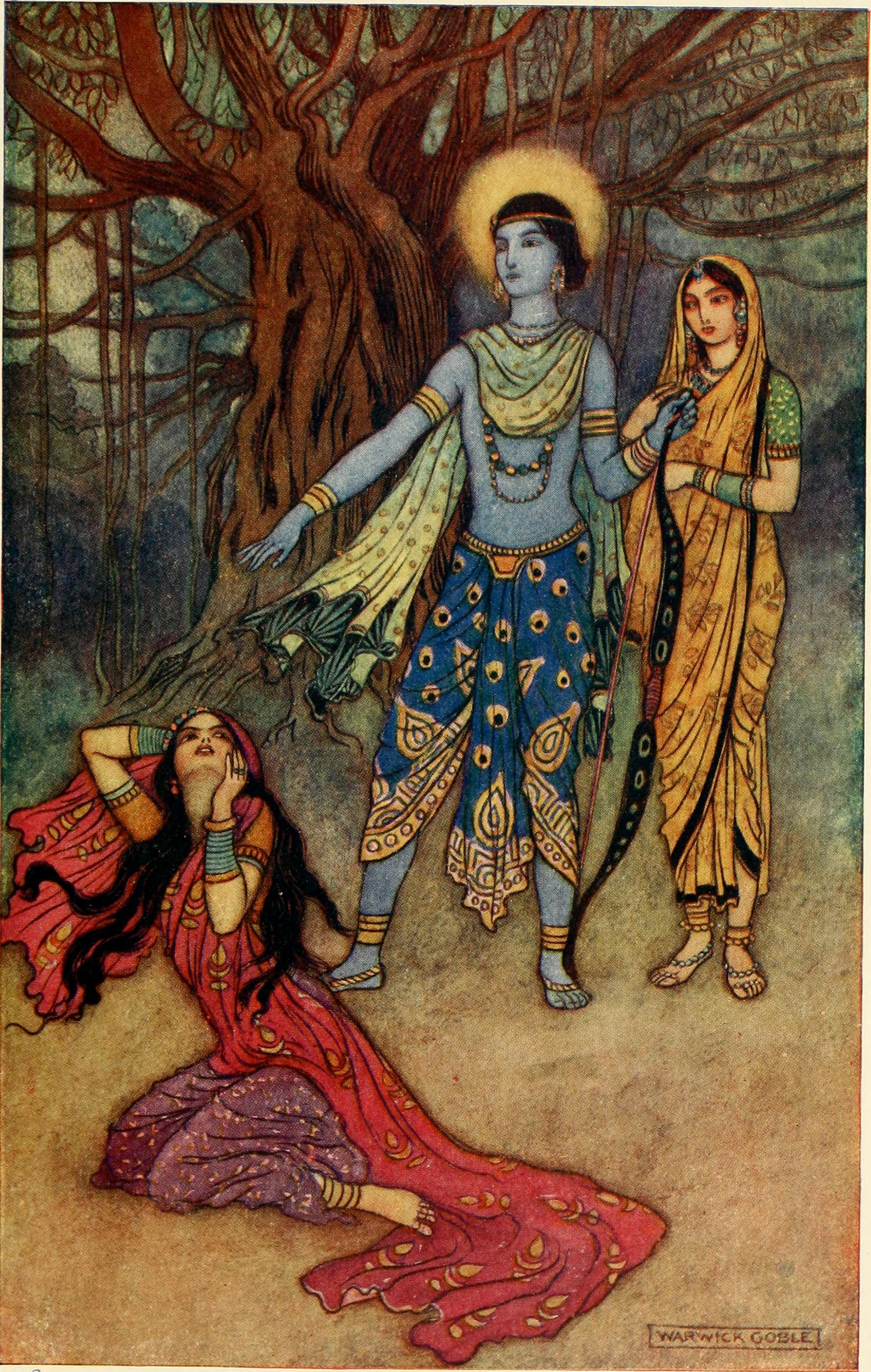
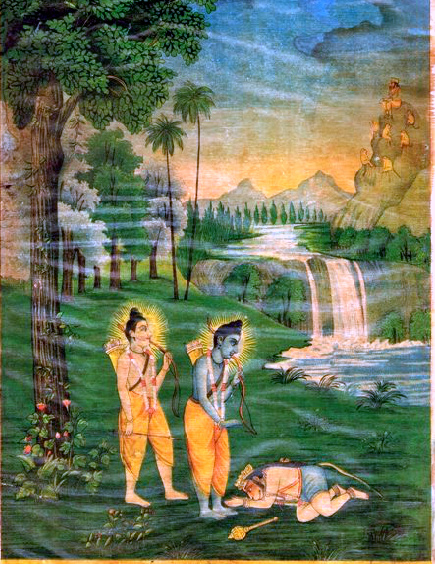